# Karen Arthur
Karen Arthur (* 24. August 1941 in Omaha, Nebraska) ist eine US-amerikanische Filmregisseurin und Schauspielerin.

## Leben
Karen Arthur war zunächst als Schauspielerin tätig, ab 1966 wirkte sie in einigen Filmen und Fernsehserien mit, darunter im Film Indianapolis oder in drei Folgen der Serie Mini-Max. Mit dem Drama Legacy wechselte sie ins Regiefach. Für die Regie der Folge Heat der Serie Cagney & Lacey wurde sie mit einem Primetime Emmy ausgezeichnet.
Es folgten eine Reihe von Fernsehfilmen, oftmals dramatische Stoffe mit starken Frauenfiguren. Bis 2008 hatte sie die Regie bei 45 Fernsehproduktionen.

## Filmografie (Auswahl)
- 1975: Legacy
- 1981–1985: Hart aber herzlich (Hart to Hart, Fernsehserie, 6 Folgen)
- 1983–1984: Remington Steele (Fernsehserie, 2 Folgen)
- 1984: Cagney & Lacey (Fernsehserie, 8 Folgen)
- 1985: Rape – Die Vergewaltigung des Richard Beck (The Rape of Richard Beck)
- 1987: Hautnah (Lady Beware)
- 1988: Das oberste Gebot (Evil in Clear River)
- 1990: Die totale Gefahr (Project: Tin Men)
- 1992: Die Jacksons – Ein amerikanischer Traum (The Jacksons: An American Dream)
- 1992: Großvaters Geständnis (The Secret)
- 1997: True Women
- 1997: Journey of the Heart
- 1998: The Staircase
- 2000: Rebecca – Eine Frau auf der Suche nach sich selbst (The Lost Child)
- 2001: The Song of the Lark
- 2002: The Locket
- 2005: The Christmas Blessing
- 2007: Moonlight & Mistletoe